# 莫斯科威特角 (加利福尼亞州)
莫斯科威特角（英語：Moskowite Corner）是位於美國加利福尼亞州納帕縣的一個人口普查指定地區。

## 地理
莫斯科威特角的座標為38°26′38″N 122°11′31″W / 38.44389°N 122.19194°W，而該地最高點為海拔高度254米（即833英尺）。

## 人口
根據2010年美國人口普查的數據，莫斯科威特角的面積為7.292平方千米，當中陸地面積為7.280平方千米，而水域面積為0.012平方千米。當地共有人口211人，而人口密度為每平方千米28人。